# Zapoge
Zapoge – wieś w Słowenii, w gminie Vodice. W 2018 roku liczyła 277 mieszkańców.